# Carl W. Akerlof
Carl William Akerlof (New Haven, 5 de marzo de 1938) es un físico de partículas y astrofísico estadounidense. Se desempeña como profesor de física en la Universidad de Míchigan, inició y dirigió el Experimento robótico de búsqueda de transitorios ópticos (ROTSE), un esfuerzo innovador para encontrar transitorios ópticos astrofísicos rápidos, en particular explosiones de rayos gamma. Es coautor de más de 400 artículos con 1500 colaboradores, que han sido citados más de 6000 veces.

## Biografía
Nació en New Haven, Connecticut, el 5 de marzo de 1938, en el seno de una familia judía. Su madre era Rosalie Clara Grubber (de soltera Hirschfelder), ama de casa de ascendencia judía alemana, y su padre era Gösta Carl Åkerlöf, un inmigrante sueco que se desempeñaba como químico e inventor. Tanto su padre como su tío eran químicos físicos que trabajaron en el Proyecto Manhattan durante la Segunda Guerra Mundial. Su hermano, George, recibió el Premio Nobel de Ciencias Económicas en 2001.
Obtuvo una licenciatura en física por la Universidad Yale en 1960 y un doctorado en la Universidad Cornell en 1967.

## Investigación
Inicialmente estudió las interacciones fuertes y electromagnéticas de partículas elementales en una serie de experimentos en el sincrotrón electrónico de Cornell, el Laboratorio Nacional Argonne, el Fermilab y el Acelerador Lineal de Stanford. Se incorporó a la facultad de la Universidad de Míchigan en 1969, donde permanece desde entonces.
Sus intereses comenzaron a trasladarse a la astrofísica en 1980 con la exploración de cómo las técnicas de física de partículas de alta energía podrían aplicarse a la astrofísica. En 1986, comenzó a buscar radiación de rayos gamma TeV de origen cósmico utilizando un par de concentradores solares en el Laboratorio Nacional Sandia como colectores de luz. Unos años más tarde, fascinado por el misterio de las brillantes explosiones cósmicas llamadas estallidos de rayos gamma, comenzó una serie de experimentos en 1992 para encontrar rastros ópticos rápidos de estos eventos violentos, que culminaron con una observación óptica exitosa el 23 de enero de 1999.
Ha trabajado para fomentar la colaboración internacional, incluido un año sabático en 1974 en la Unión Soviética para trabajar en un experimento en el acelerador de partículas de 70 GeV en Serpukov. El viaje produjo poca ciencia, pero proporcionó importantes conocimientos sobre las dificultades organizativas que enfrentaron los físicos rusos en la última década del sistema soviético.
Es mejor conocido por su trabajo para establecer la viabilidad de búsquedas en tiempo real de transitorios ópticos y las observaciones posteriores de una gran cantidad de estallidos de rayos gamma y supernovas. La NASA consideró su descubrimiento de la radiación óptica de GRB990123 uno de los diez principales descubrimientos de ese año. Su trabajo anterior en física de partículas ha sido ampliamente citado.